# Рудолфова казарма
Рудолфовата казарма (на хърватски: Rudolfova vojarna), или Казарма на кронпринц Рудолф (на немски: Kronprinz Rudolfs Kaserne), е бивша казарма в Загреб, Хърватия, днес служеща за разни обществени цели.

## История
Казармата е построена в покрайнините на Загреб през 1888 – 1889 г., когато са построени редица казарми в западната част на града при управлението на граф Карой Куен-Хедервари в Хърватия. Наименувана е на престолонаследник Рудолф Австрийски, който започва изграждането им през 1888 г.
Комплексът е построен като пехотна казарма в края на новопостроения бул. „Прилац“, прекъсвайки фактически връзката от центъра на града към квартал Черноморец, но основната му сграда придала завършек на „Прилац“ по същия начин, както Централна гара Загреб придала завършек на 3-те парка в центъра на града.
По време на Първата и Втората световна война се е казвала Зринска казарма, а след това е наричана Титова казарма.

## Днес
Днес само главната сграда и 4 спомагателни сгради са запазени. В тях се помещават Министерството на околната среда, пространственото планиране и строителство, Туристическият институт, Загребският градоустройствен отдел и Черноморският районен съвет. Главната сграда е защитена като паметник на архитектурата.
След разрушаване на повечето от сградите и стените около военния комплекс през 1978 г. е имало план да се построи търговски и културен център (1981), но накрая зоната е превърната в обществен парк.